# Вальхалла (мультфильм)
Вальхалла — датский мультфильм, основанный на серии комиксов «Вальгалла» и выпущенный в 1986 году.

## Сюжет
Фильм основан на мифе о поездке Тора к Утгарда-Локи. По сюжету слуги Тора Тьяльви и Рёсква едут с Тором и Локи в Утгард, дом короля ётунов Утгарда-Локи. В путешествиях их сопровождает молодой ётун Кварк, который был незначительным персонажем в доме Трюма во втором выпуске комикса и одним из самых важных персонажей в выпусках 4 и 5.

## Актёры
| Персонажи          | Датский             | Английский       | Шведский           | Немецкий         |
| ------------------ | ------------------- | ---------------- | ------------------ | ---------------- |
| Тор                | Дик Кайсо           | Стивен Торн      | Эрнст Гюнтер       | Кристофер Ли     |
| Локи               | Пребен Кристенсен   | Аллан Кордунер   | Эрнст-Хюго Ярегард | Ганс Кларин      |
| Tjalfe             | Мари Ингерслев      | Александр Джонс  | Петер Зелл         | Свен Хаспер      |
| Røskva             | Лаура Бро           | Сюзанна Джонс    | Кири Сьёман        | Радост Бокель    |
| Один               | Нис Банк-Миккельсен | Марк Льюис Джонс | Гуннар Олунд       | Кристофер Ли     |
| Утгарда-Локи       | Нис Банк-Миккельсен | Майкл Элфик      | Гуннар Олунд       | Вольфганг Хесс   |
| Хюмир              | Бенни Хансен        | Джон Холлис      | Томас Унгевиттер   | Арне Эльсхольц   |
| Мимир              | Йеспер Кляйн        | Кристиан Маршал  | Эрнст Гюнтер       | Кристиан Маршал  |
| Jætteungen Quark   |                     | Томас Ёйе        | Томас Ёйе          | Томас Ёйе        |
| Хугин              | Клаус Рюскьер       |                  | Маргрет Андерссон  | Арне Эльсхольц   |
| Мунин              | Кирстен Рольфес     |                  | Томас Унгевиттер   | Михаэль Хабек    |
| Tjalfe/Røskvas mor | Кирстен Рольфес     |                  | Маргрет Андерссон  | Моника Джон      |
| Tjalfe/Røskvas far | Йеспер Кляйн        |                  | Томас Унгевиттер   | Вальтер Райхельт |
| Сиф                | Сусс Уолд           | Дагмар Хеллер    | Маргрет Андерссон  | Дагмар Хеллер    |
| Элли               | Сусс Уолд           |                  |                    | Алиса Франц      |
| Rolf Sildeskind    | Олаф Нильсен        |                  | Томас Унгевиттер   | Манфред Эрдманн  |

## Создание
Работа над мультфильмом началась в 1982 году. Создатели поставили перед собой задачу сделать полнометражный фильм в классическом стиле — то есть с драматичным и динамичным сюжетом, правдоподобно анимированными персонажами, красивыми фонами, музыкой и так далее. Производство фильма длилось три года и обошлось в 30 миллионов датских крон. Эта крупная для датской анимации сумма очень мала по сравнению с другими фильмами в подобном стиле.
Руководил созданием фильма Петер Мадсен в сотрудничестве с американцем Джефри Джеймсом Варабом, бывшим аниматором Диснея, который также занимался преподаванием анимации.
Большая часть работы Петера в этом проекте заключалась в том, чтобы выдержать стиль фильма в соответствии с комиксом. Даже при том, что при экранизации многое должно было быть изменено, было решено попытаться сохранить персонажей, здания, животных и так далее настолько соответствующими серии, насколько это вообще возможно. Колорист серии Сёрен Хоканссон (Søren Håkansson) контролировал работу над фонами фильма и создал большую часть пейзажей.
Фильм был создан на основе введения, которое авторы серии сделали для четвёртого выпуска «Вальгаллы», и которое было позже изменено для мультфильма Хеннингом Куре (Henning Kure) и Петером Мадсеном.
Над фильмом работали множество человек: постоянный штат художников, колористов и операторов достигал, в разгар производства, 100 человек.